# Sigurd Ahlmark
Sigurd Ahlmark, född 22 april 1893, död 5 oktober 1963, var en svensk fastighetsexpert.
Ahlmark blev juris kandidat 1921, 1:e ombudsman i svenska fastighetsägarförbudet 1929, var ledamot av 1936 års hyreslagssakkunniga och av statens hyresråd från 1942. Han utgav bland annat Den nya hyreslagstiftningen (1939), Hyresregleringslagen (1942) och andra arbeten i fastighetspolitiska och fastighetsjuridiska ämnen.